# أسياد الحرب من سيغردريفا
أسياد الحرب من سيغردريفا (بالإنجليزية: Warlords of Sigrdrifa)‏ هو مسلسل أنمي ياباني من إنتاج أنيبلكس وأيه-1 بكتشرز عرض في أكتوبر حتى ديسمبر 2020.